# Maidla (Maidla)
Maidla – wieś w Estonii, w prowincji Virumaa Wschodnia, w gminie Maidla.